# مثلث تد
مثلث قدرت دهی تد (قدرت پویا یا مثلث TED) (به انگلیسی: THE EMPOWERMENT DYNAMIC) شیوه‌ای در تحلیل رفتار متقابل برای خروج از مثلث کارپمن و حرکت از نقش‌های ناسالم به سمت آگاهی است. در سال ۲۰۰۳ این الگو در برابر مثلث کارپمن معرفی شد. در این مثلث هر یک از نقش‌ها به‌طور مثبت و سازنده و بدون بازی ذهنی اجرا می‌گردد و از روی هیجانات تصمیم‌گیری انجام نمی‌شود.

## تاریخچه
اگر کسی در مثلث کارپمن قرار گیرد، به واسطه نقشی که برعهده می‌گیرد می‌تواند در رابطه ایفای نقش کند و رابطه مادامی که افراد از نقش خود خارج نشوند، ادامه خواهد داشت.
کسی که در بازی‌های این مثلث گرفتار می‌شود در واقع با تغییر بین نقش‌ها تصور و توهم بهبودی می‌کند حال آنکه او در لحظه جابجایی بین نقش‌ها فقط از رنج و درد نقش قبلی درآمده و در نقش جدید هم بزودی با درد و رنج آن مواجه خواهد شد؛ بنابراین: «شفای حقیقی نه در تغییر وضعیت بین نقشها، که در تحول در نقشها ست» از این منظر مثلث کارپمن به مثلث تد تبدیل می‌گردد که به کمک آن می‌توان از نقش خود به نقشی سازنده منتقل شد بدون آنکه وارد بازی طرف مقابل شد.

## نقش‌ها
خلاق (CREATOR)
محوریت در مثلث کارپمن "قربانی" ولی در مثلث TED "خلاق" یا " آفرینشگر" است. خلاق برخلاف قربانی تمرکزش روی "آنچه می‌خواهم" است ونه "آنچه نمی‌خواهم" تمرکز روی خواسته‌ها و نخواسته‌ها تحول آفرین است. خلاق روی راه حل‌ها متمرکز می‌شود نه یافتن مقصر.
عملکرد خلاق دو ویژگی دارد:
1. افزایش قدرت تخیل و پاسخ به پرسش "من چه می‌خواهم؟".
2. انتخاب پاسخ به شرایط و چگونگی زندگی حتی وقتی مشکلات به وجود آیند.

مربی (COACH)
در مثلث قدرت دهی نقش ناجی باید تبدیل به نقش «مربی» شود. یعنی به جای اینکه طرف مقابل را نادیده بگیرد و به اصطلاح به او ماهی بدهد، به او ماهی‌گیری یاد دهد و به قربانی اجازه دهد که آرام آرام روی پای خود بایستد. اگر فرد ناجی متوجه شود که قدرتش صرفاً به خاطر حمایت از دیگران نیست و اگر دیگران به او نیازمند نباشند باز او معتبر است می‌تواند عملکرد مربی یا رهبر را داشته باشد.
چالشگر (CHALLENGER)
در مثلث قدرت دهی نقش ستمگر باید به موقعیت «چالشگر» حرکت کند و تنش پویا ایجاد کند. چالشگر با انتقاد سازنده فرد قربانی را از نقشش خارج می‌کند. در انتقاد سازنده چالشگر کل هویت و وجود فرد را هدف قرار نمی‌دهد بلکه با وضعیت من خوبم تو خوبی به او می‌گوید این رفتارت خوب نیست بیا راجع به آن با هم صحبت کنیم در حالی که ستمگر حالت من خوبم تو خوب نیستی را برقرار می‌کند و کل هویت و جود فرد مقابل را زیر سؤال می‌برد.